# Clonard (Meath)
Clonard (En irlandés significa: "lorard's pasture" ) es un pequeño pueblo en el condado de Meath, Irlanda . Se encuentra en la carretera regional R148 entre las ciudades de Kinnegad y Enfield . Esta carretera fue la carretera principal entre Dublín y Galway hasta la construcción de la autopista M4. Todavía es utilizado por el tráfico que evita el peaje de la M4.

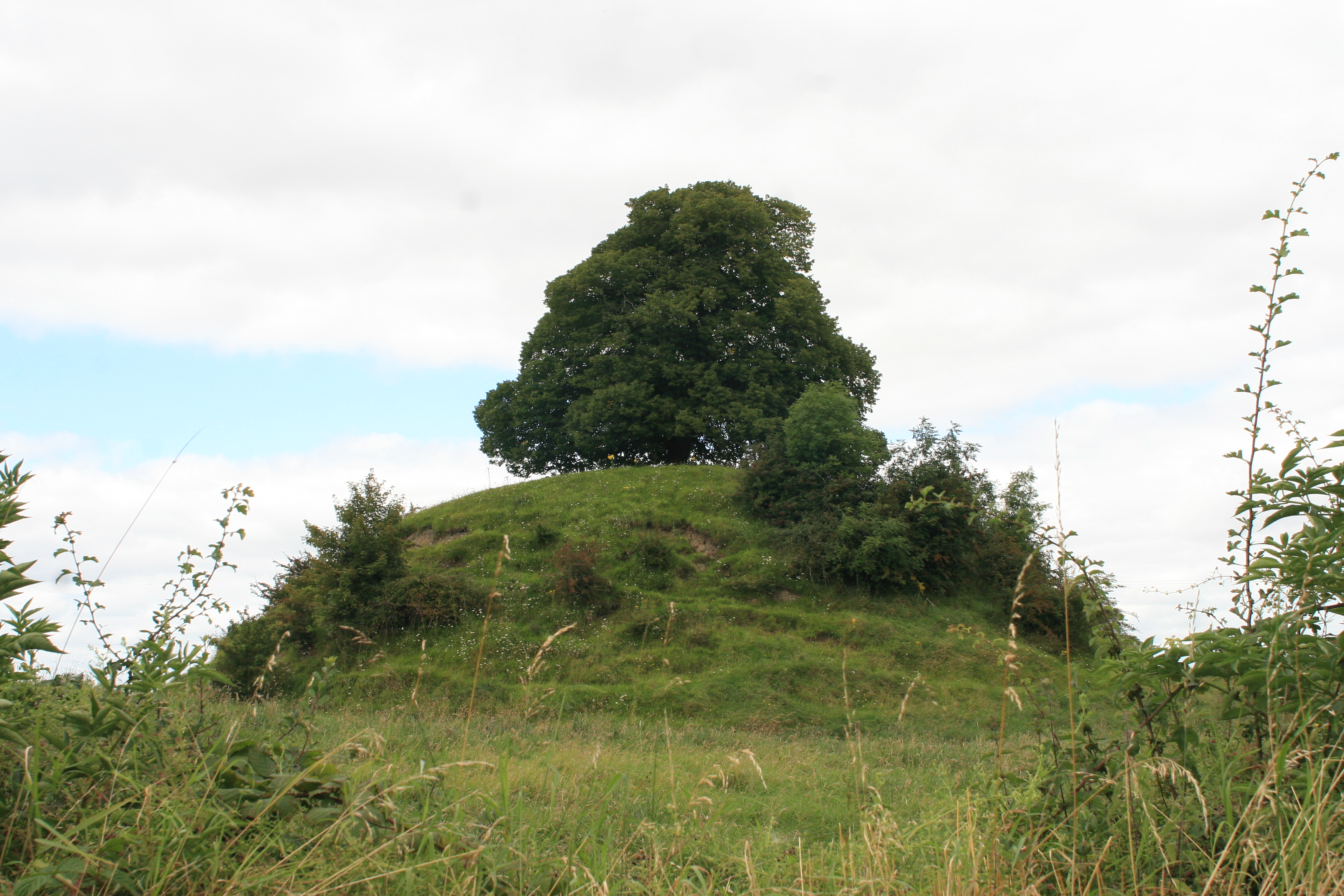
Clonard Motte

Clonard se destaca por ser uno de los primeros sitios cristianos en Irlanda, estando vinculado con el primer obispo irlandés Palladius c. 450 y como la ubicación de un importante monasterio de principios de la Edad Media, la Abadía de Clonard, fundada en el siglo VI por San Finnian .
Alrededor de 1177, Hugh de Lacy, señor de Meath, construyó una fortificación de mota castral en Clonard.
Además, el pueblo contiene una iglesia católica, un cementerio y una escuela primaria.